# Čisti Breg
Čisti Breg je naselje v Občini Šentjernej.